# Olesicampe vitripennis
Olesicampe vitripennis là một loài tò vò trong họ Ichneumonidae.